# Bargagli
Bargagli is een gemeente in de Italiaanse provincie Genua (regio Ligurië) en telt 2668 inwoners (31-12-2004). De oppervlakte bedraagt 16,2 km², de bevolkingsdichtheid is 164 inwoners per km².
De volgende frazioni maken deel uit van de gemeente: Cisiano, Maxena, Terrosso, Traso, Viganego.

## Demografie
Bargagli telt ongeveer 1316 huishoudens. Het aantal inwoners steeg in de periode 1991-2001 met 7,5% volgens cijfers uit de tienjaarlijkse volkstellingen van ISTAT.
| Jaar | Inwoneraantal |
| ---- | ------------- |
| 1991 | 2440          |
| 2001 | 2624          |

## Geografie
De gemeente ligt op ongeveer 341 m boven zeeniveau.
Bargagli grenst aan de volgende gemeenten: Davagna, Genua, Lumarzo, Sori.

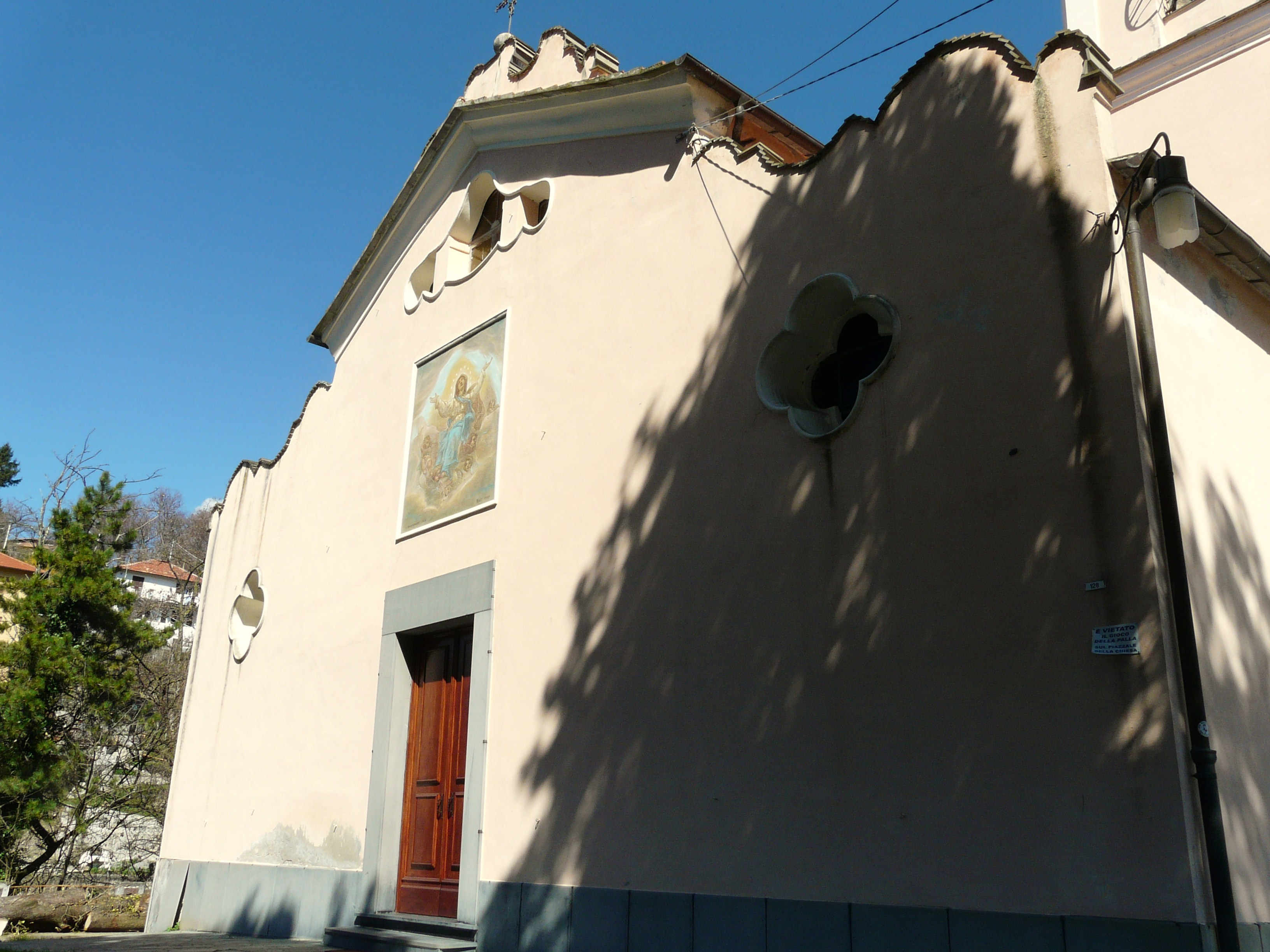
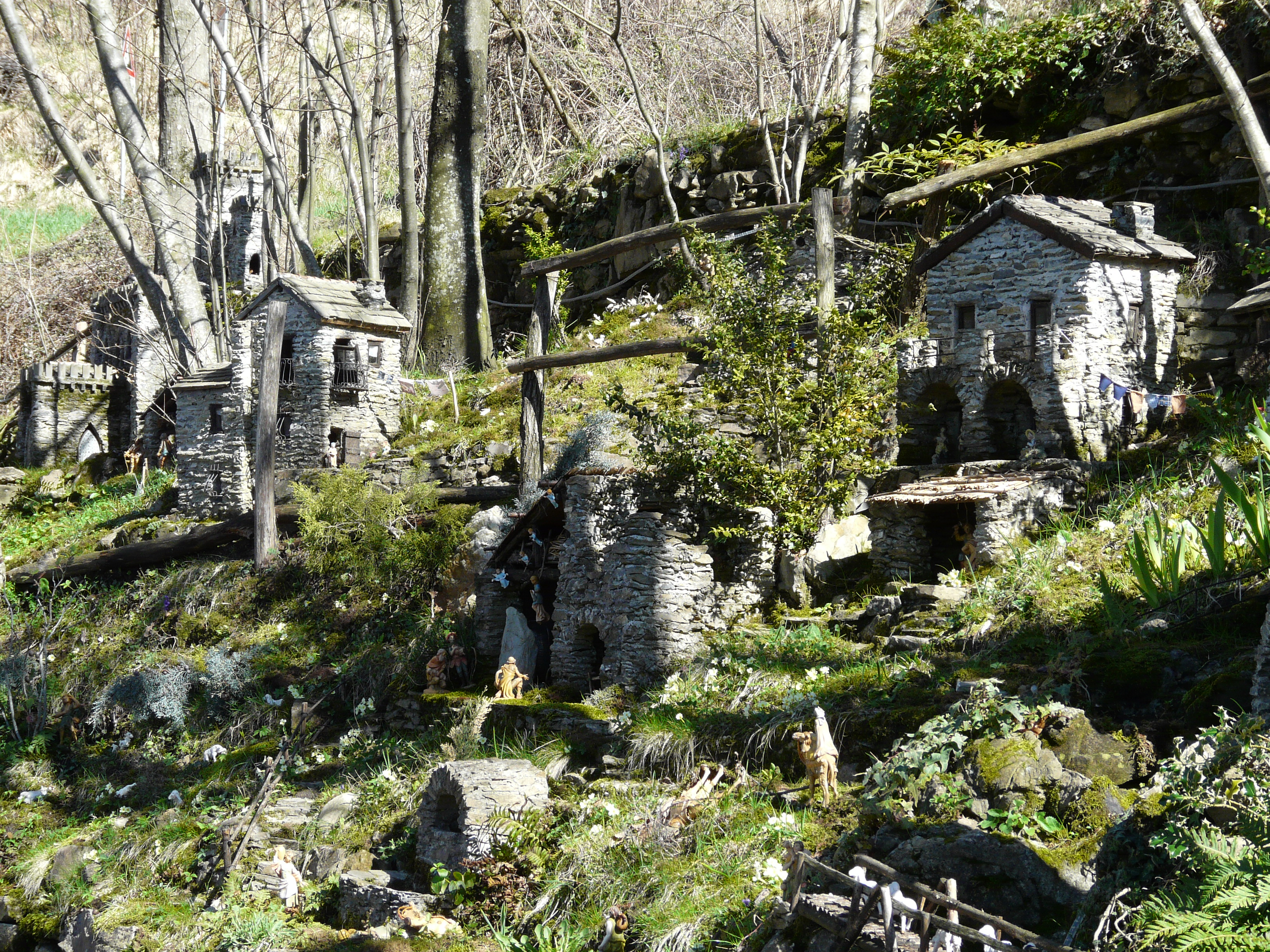
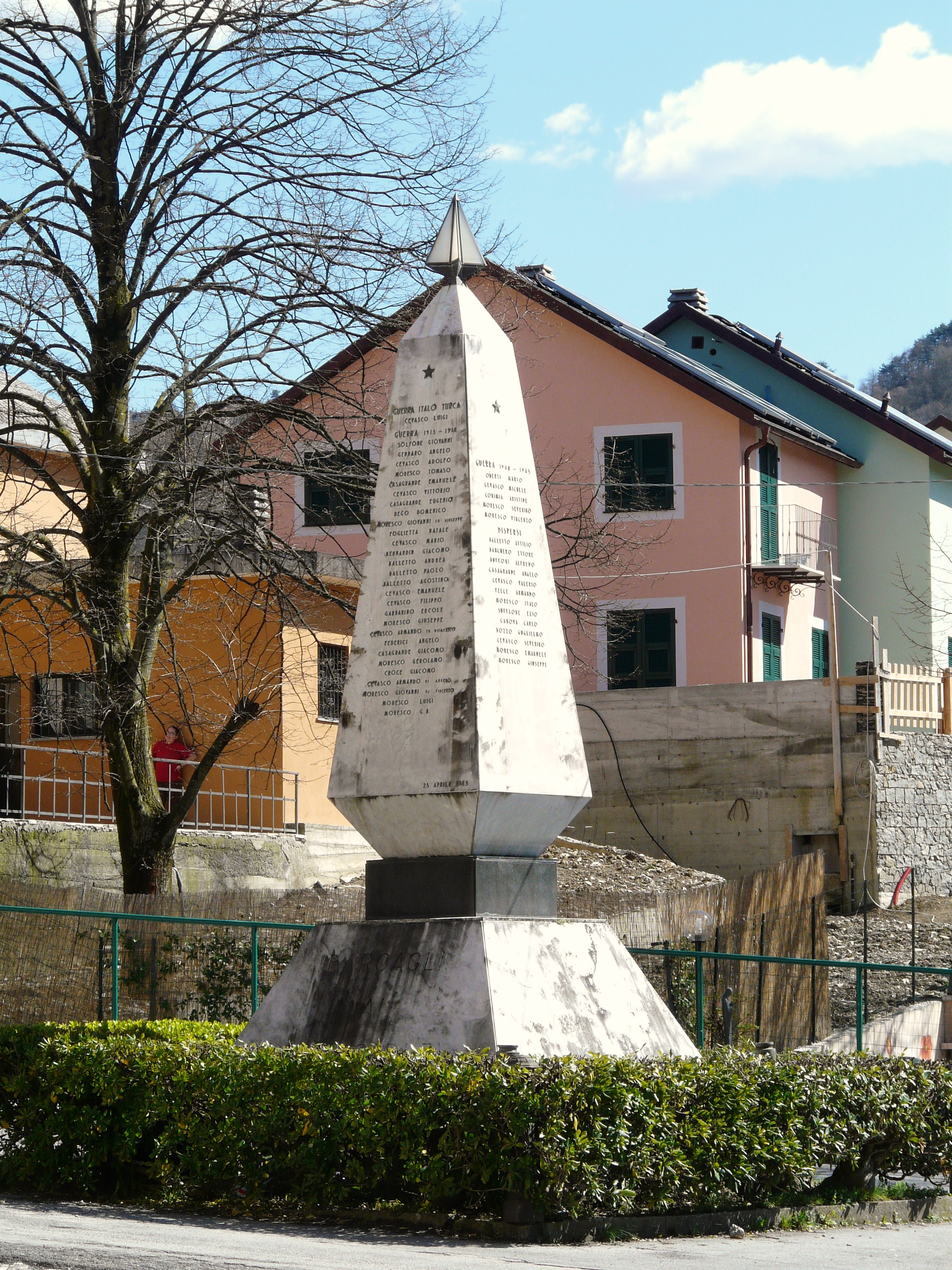
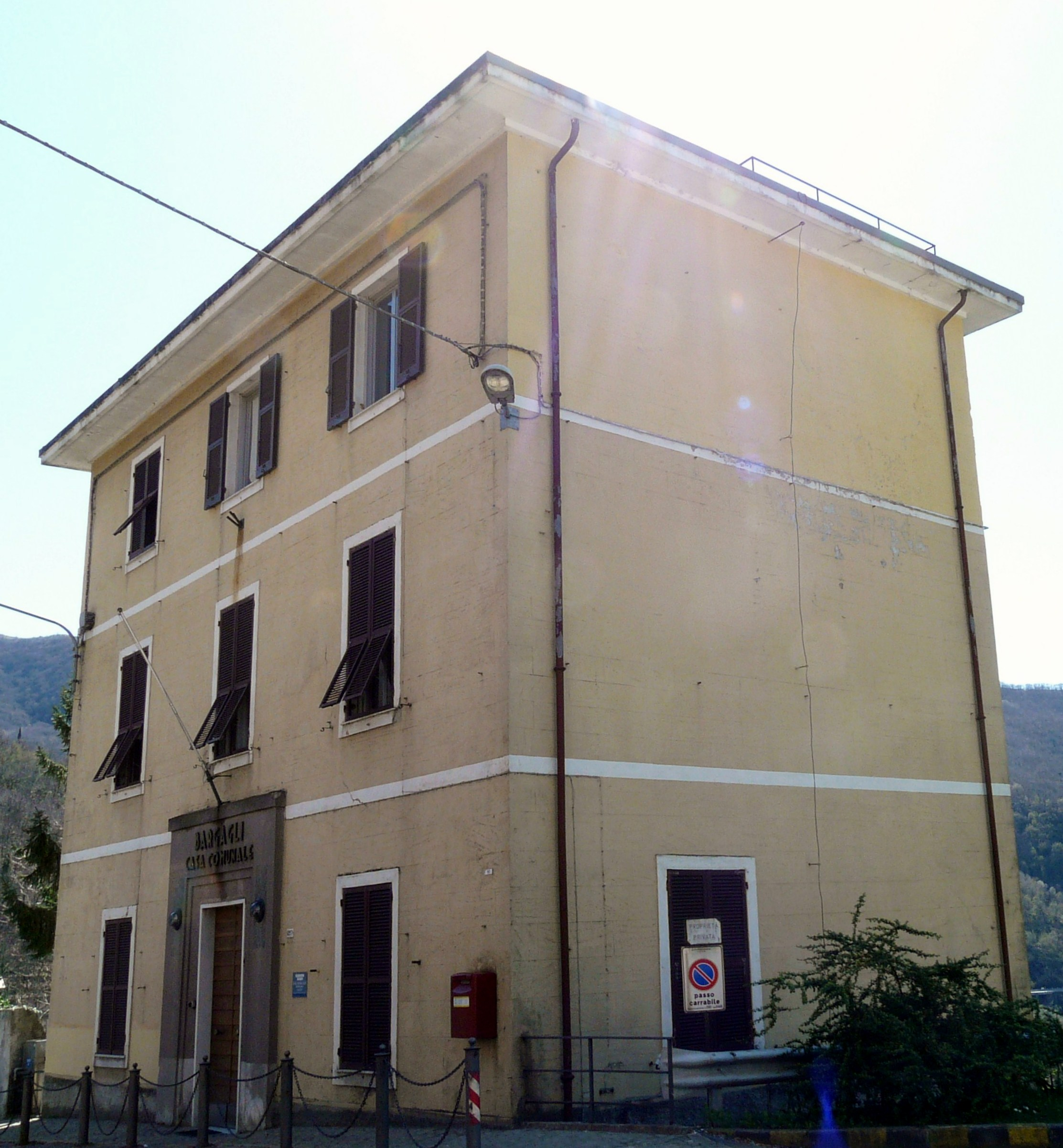
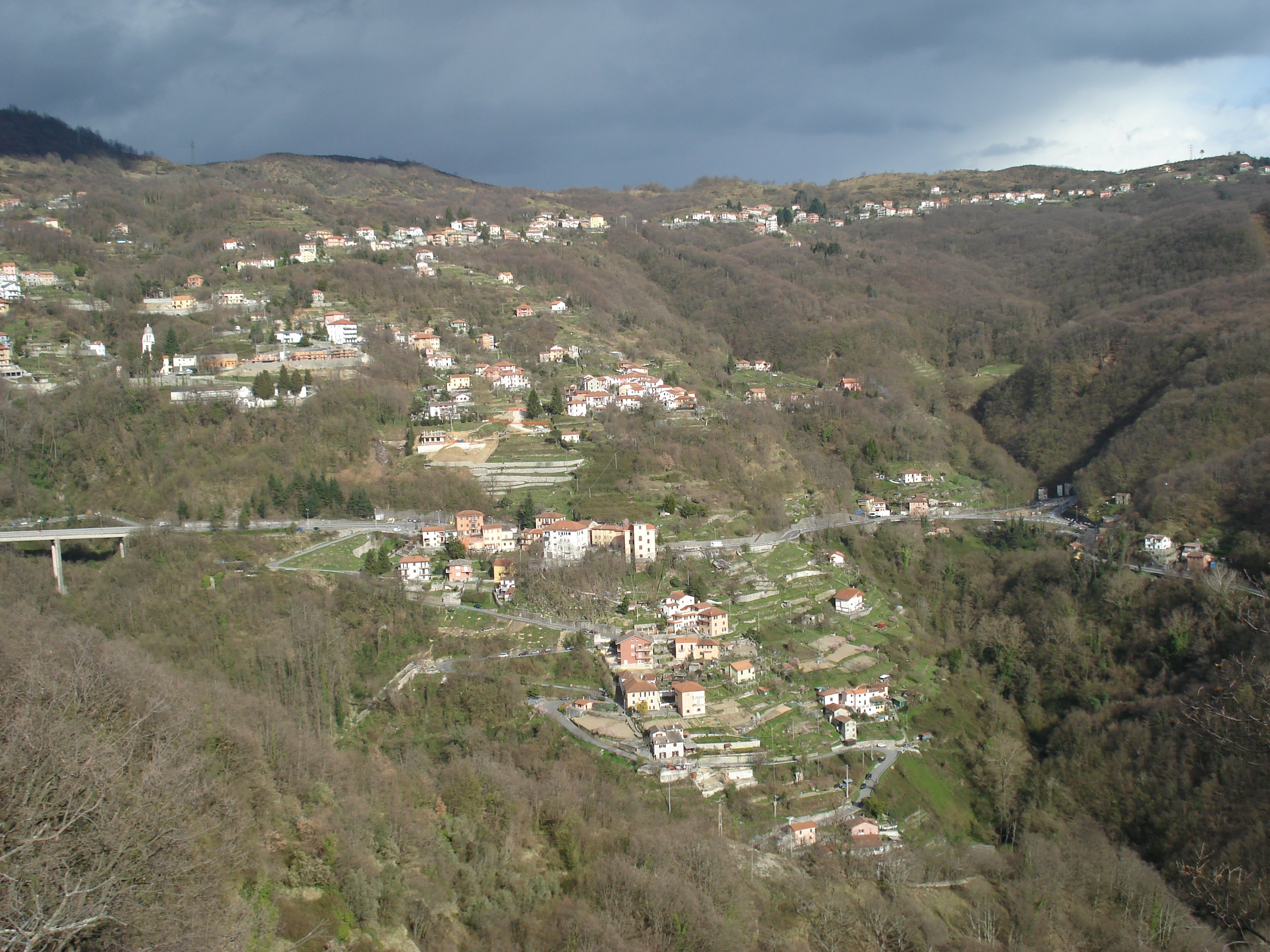
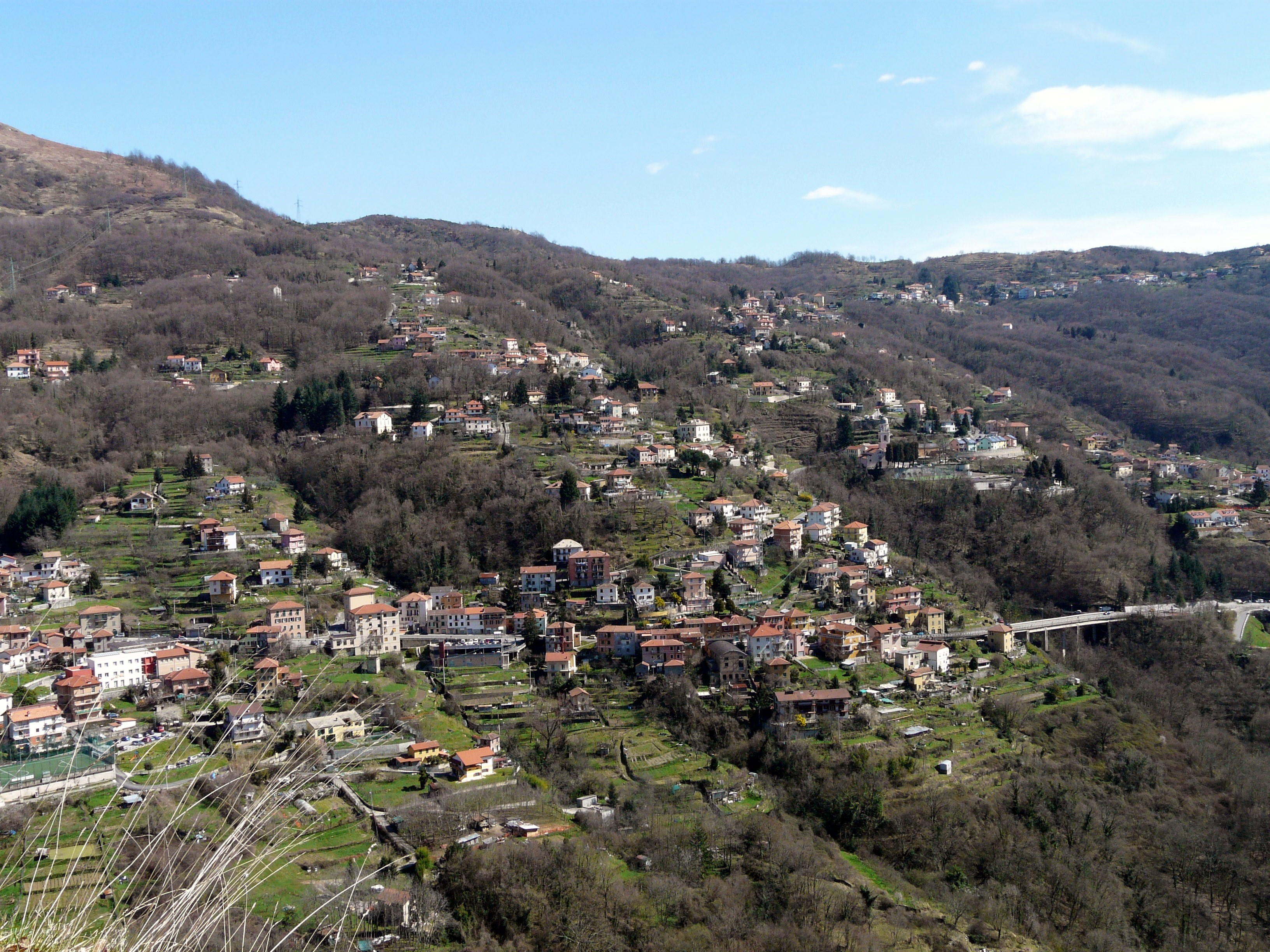

Arenzano · Avegno · Bargagli · Bogliasco · Borzonasca · Busalla · Camogli · Campo Ligure · Campomorone · Carasco · Casarza Ligure · Casella · Castiglione Chiavarese · Ceranesi · Chiavari · Cicagna · Cogoleto · Cogorno · Coreglia Ligure · Crocefieschi · Davagna · Fascia · Favale di Malvaro · Fontanigorda · Genua · Gorreto · Isola del Cantone · Lavagna · Leivi · Lorsica · Lumarzo · Masone · Mele · Mezzanego · Mignanego · Mocònesi · Moneglia · Montebruno · Montoggio · Ne · Neirone · Orero · Pieve Ligure · Portofino · Propata · Rapallo · Recco · Rezzoaglio · Ronco Scrivia · Rondanina · Rossiglione · Rovegno · San Colombano Certénoli · Sant'Olcese · Santa Margherita Ligure · Santo Stefano d'Aveto · Savignone · Serra Riccò · Sestri Levante · Sori · Tiglieto · Torriglia · Tribogna · Uscio · Valbrevenna · Vobbia · Zoagli
1. ↑  https://demo.istat.it/?l=it.